# 後志総合振興局
| 後志総合振興局 管内のデータ    |                                                        |
|                                |                                                        |
| 自治体コード                   | 01390-1                                                |
| 発足                           | 2010年4月1日 （後志支庁から改組）                      |
| 面積                           | 4,305.94 km² （2024年10月1日）                         |
| 世帯数                         | 110,212世帯 （2024年1月1日 住民基本台帳）              |
| 総人口                         | 190,063人 （2025年2月28日 住民基本台帳）               |
| 隣接している 振興局管内        | 渡島総合振興局、檜山振興局、石狩振興局、胆振総合振興局 |
| 後志総合振興局（旧・後志支庁） |                                                        |
| 所在地                         | 〒044-8588 虻田郡倶知安町北1条東2丁目                  |
| 外部リンク                     | 後志総合振興局                                         |
| 表 話 編 歴                    |                                                        |

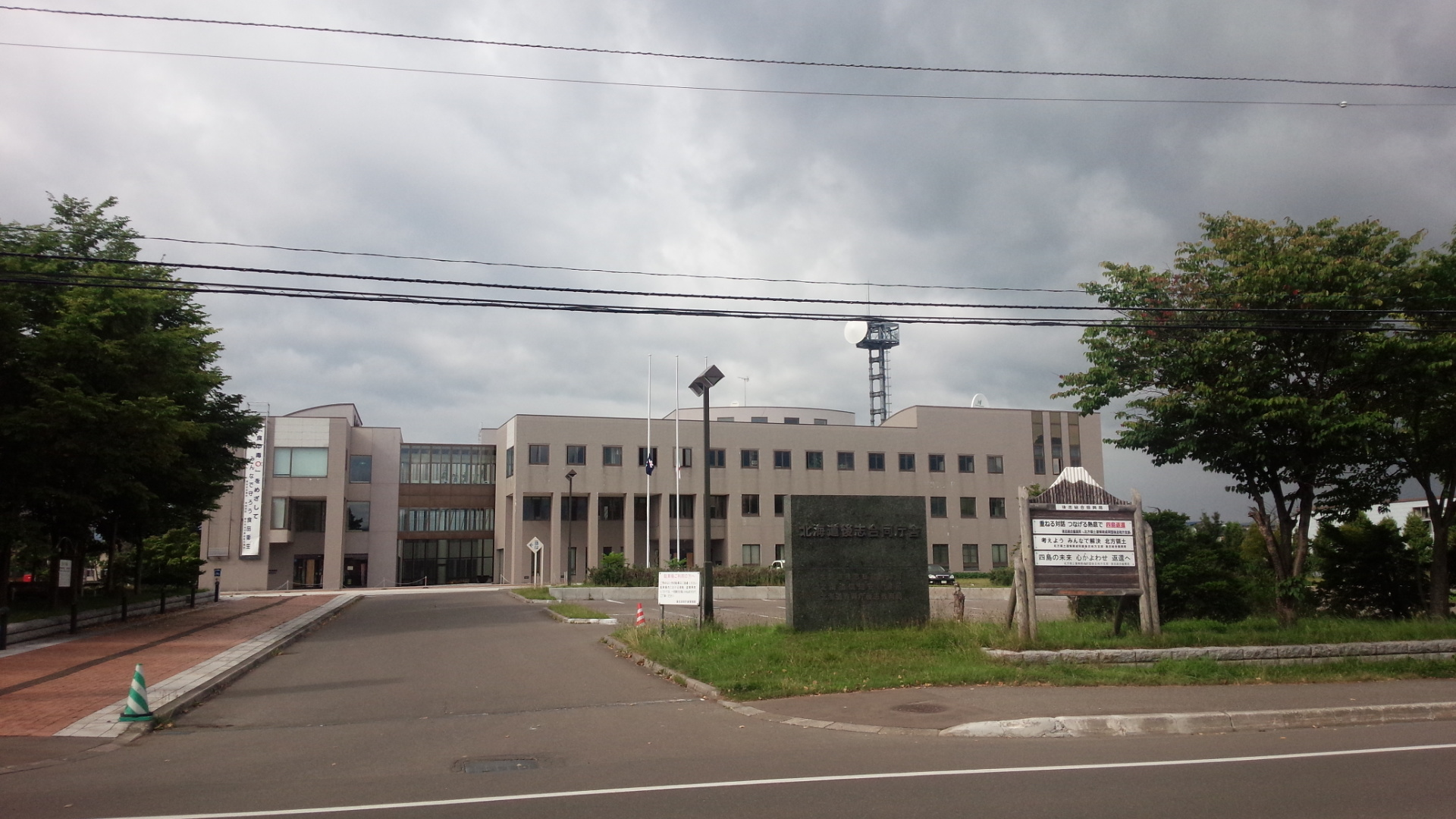
後志総合振興局（虻田郡倶知安町）

後志総合振興局（しりべしそうごうしんこうきょく）は、北海道の総合振興局のひとつ。
振興局所在地は虻田郡倶知安町。檜山振興局、日高振興局と並んで、振興局所在地が「市」でない振興局である。
2010年（平成22年）4月1日、後志支庁に代わって発足した。

## 歴史
- 1897年（明治30年） - 小樽支庁・岩内支庁・寿都支庁を設置。
- 1899年（明治32年） - 虻田郡倶知安村（現・倶知安町、京極町）が室蘭支庁（後の胆振支庁、現・胆振総合振興局）から移管される。
- 1910年（明治43年） - 小樽・岩内・寿都の3支庁を統合し後志支庁を設置、倶知安村へ支庁を移転すると共に虻田郡真狩村・狩太村（現ニセコ町）が室蘭支庁から移管される。
- 2010年（平成22年）4月 - 後志支庁を後志総合振興局に改組。

## 所管
従来の後志支庁と同一である。14支庁を9総合振興局・5振興局へ再編する北海道総合振興局設置条例においても、支庁より名称・所管区域の変更はなく、隣接する振興局の広域業務に関する兼務規定も定められていない。

## 人口

### 都市雇用圏（10% 通勤圏）の変遷
以下は、後志総合振興局（旧・後志支庁）管内における都市雇用圏（10% 通勤圏、中心都市の DID 人口が1万人以上）の変遷である。一般的な都市圏の定義については都市圏を参照のこと。なお、この表で倶知安町から下は胆振国である。
- 10% 通勤圏に入っていない自治体は、各統計年の欄で灰色かつ「-」で示す。

| 自治体 ('80) | 1980年                  | 1990年                  | 1995年                  | 2000年                  | 2005年                  | 2010年                  | 自治体 （現在） |
| ------------ | ----------------------- | ----------------------- | ----------------------- | ----------------------- | ----------------------- | ----------------------- | --------------- |
| 小樽市       | 札幌 都市圏             | 札幌 都市圏             | 札幌 都市圏             | 札幌 都市圏             | 札幌 都市圏             | 札幌 都市圏             | 小樽市          |
| 余市町       | 余市 都市圏 2万6632人   | 余市 都市圏 2万5266人   | 余市 都市圏 2万4485人   | 余市 都市圏 2万7796人   | 札幌 都市圏             | 札幌 都市圏             | 余市町          |
| 仁木町       | -                       | -                       | -                       | 余市 都市圏 2万7796人   | 札幌 都市圏             | 札幌 都市圏             | 仁木町          |
| 古平町       | -                       | -                       | -                       | -                       | -                       | -                       | 古平町          |
| 積丹町       | -                       | -                       | -                       | -                       | -                       | -                       | 積丹町          |
| 赤井川村     | -                       | -                       | -                       | -                       | -                       | -                       | 赤井川村        |
| 神恵内村     | -                       | -                       | 岩内 都市圏 2万8934人   | -                       | 岩内 都市圏 2万6360人   | -                       | 神恵内村        |
| 泊村         | 岩内 都市圏 3万3092人   | 岩内 都市圏 2万9439人   | 岩内 都市圏 2万8934人   | 岩内 都市圏 2万6015人   | 岩内 都市圏 2万6360人   | 岩内 都市圏 2万2762人   | 泊村            |
| 岩内町       | 岩内 都市圏 3万3092人   | 岩内 都市圏 2万9439人   | 岩内 都市圏 2万8934人   | 岩内 都市圏 2万6015人   | 岩内 都市圏 2万6360人   | 岩内 都市圏 2万2762人   | 岩内町          |
| 共和町       | 岩内 都市圏 3万3092人   | 岩内 都市圏 2万9439人   | 岩内 都市圏 2万8934人   | 岩内 都市圏 2万6015人   | 岩内 都市圏 2万6360人   | 岩内 都市圏 2万2762人   | 共和町          |
| 蘭越町       | -                       | -                       | -                       | -                       | -                       | -                       | 蘭越町          |
| 黒松内町     | -                       | -                       | -                       | -                       | -                       | -                       | 黒松内町        |
| 寿都町       | -                       | -                       | -                       | -                       | -                       | -                       | 寿都町          |
| 島牧村       | -                       | -                       | -                       | -                       | -                       | -                       | 島牧村          |
| 倶知安町     | 倶知安 都市圏 1万8893人 | 倶知安 都市圏 1万8023人 | 倶知安 都市圏 1万7078人 | 倶知安 都市圏 1万6184人 | 倶知安 都市圏 2万0845人 | 倶知安 都市圏 2万0391人 | 倶知安町        |
| ニセコ町     | -                       | -                       | -                       | -                       | 倶知安 都市圏 2万0845人 | 倶知安 都市圏 2万0391人 | ニセコ町        |
| 京極町       | -                       | -                       | -                       | -                       | -                       | -                       | 京極町          |
| 喜茂別町     | -                       | -                       | -                       | -                       | -                       | -                       | 喜茂別町        |
| 留寿都村     | -                       | -                       | -                       | -                       | -                       | -                       | 留寿都村        |
| 真狩村       | -                       | -                       | -                       | -                       | -                       | -                       | 真狩村          |

### 人口変遷
{{{annotations}}}
| |                                                |  |
| 後志総合振興局と全国の年齢別人口分布（2005年） | 後志総合振興局の年齢・男女別人口分布（2005年） |  |
| ■紫色 ― 後志総合振興局 ■緑色 ― 日本全国 | ■青色 ― 男性 ■赤色 ― 女性                      |  |
| 後志総合振興局（に相当する地域）の人口の推移 \| 1970年（昭和45年） \| 347,628人 \| \| \| 1975年（昭和50年） \| 330,833人 \| \| \| 1980年（昭和55年） \| 318,915人 \| \| \| 1985年（昭和60年） \| 305,045人 \| \| \| 1990年（平成2年） \| 287,580人 \| \| \| 1995年（平成7年） \| 274,893人 \| \| \| 2000年（平成12年） \| 262,811人 \| \| \| 2005年（平成17年） \| 250,066人 \| \| \| 2010年（平成22年） \| 232,940人 \| \| \| 2015年（平成27年） \| 215,522人 \| \| \| 2020年（令和2年） \| 198,888人 \| \| |                                                |  |
| 総務省統計局 国勢調査より |                                                |  |
| 1970年（昭和45年） | 347,628人                                      |  |
| 1975年（昭和50年） | 330,833人                                      |  |
| 1980年（昭和55年） | 318,915人                                      |  |
| 1985年（昭和60年） | 305,045人                                      |  |
| 1990年（平成2年） | 287,580人                                      |  |
| 1995年（平成7年） | 274,893人                                      |  |
| 2000年（平成12年） | 262,811人                                      |  |
| 2005年（平成17年） | 250,066人                                      |  |
| 2010年（平成22年） | 232,940人                                      |  |
| 2015年（平成27年） | 215,522人                                      |  |
| 2020年（令和2年） | 198,888人                                      |  |